# Comuna Kalnik, Koprivnica-Križevci
Kalnik este o comună în cantonul Koprivnica-Križevci, Croația, având o populație de 1.351 de locuitori (2011).

## Demografie
Componența etnică a comunei Kalnik
     Croați (99,7%)
     Necunoscut (0,07%)
     Neclasificat (0,07%)
Componența confesională a comunei Kalnik
     Catolici (98,59%)
     Necunoscută (0,44%)
     Alte religii (0,96%)
Conform recensământului din 2011, comuna Kalnik avea 1.351 de locuitori. Din punct de vedere etnic, majoritatea locuitorilor (99,7%) erau croați. Apartenența etnică nu este cunoscută în cazul a 0,07% din locuitori. Din punct de vedere confesional, majoritatea locuitorilor (98,59%) erau catolici. Pentru 0,44% din locuitori nu este cunoscută apartenența confesională.